# Bärschwil
Bärschwil is een gemeente en plaats in het Zwitserse kanton Solothurn en maakt deel uit van het district Thierstein.
Bärschwil telt 877 inwoners.